# Георги Пандев
Георги Динков (Димков) Пандев – Миздрахи е български революционер, деец на Вътрешната македоно-одринска революционна организация.

## Биография
Георги Пандев е роден през 1869 година в драмското село Калапот, тогава в Османската империя, днес в Гърция. Присъединява се към ВМОРО и през 1905 година е член на Драмския околийски комитет в Просечен. През октомври 1907 година на ІІ конгрес на Драмската революционна околия е избран за касиер на околийския комитет. Умира на 3 август 1929 година в София.